# Atari Games
Atari Games Corporation era um produtor americano de jogos eletrônicos, conhecido como Midway Games West Inc após 1999. Foi fundada em 1985, quando a divisão de jogos de arcada (ou fliperama como é tradicionalmente conhecido no Brasil) da Atari foi transferida da Warner Communications para uma joint venture com a Namco. A empresa desenvolvia e publicava jogos para aparelhos como o Commodore 16, Commodore 64, Game Boy e Nintendo Entertainment System (NES). Encerrou suas atividades em 2003 e seus ativos foram vendidos para a Warner Bros. Interactive Entertainment (atualmente Warner Bros. Games).

## História
Quando a divisão Atari Inc. da Warner Communications perdeu 500 milhões de dólares nos três primeiros trimestres de 1983, sua divisão de operações com moedas de fliperama foi a única a ganhar dinheiro. Em 1984, a Warner vendeu a divisão de produtos de consumo da Atari para Jack Tramiel ; ele nomeou essa empresa como Atari Corporation . A Wárner manteve a divisão de moedas e renomeou-a Atari Games. O acordo entre Tremiel e Warner era que a Atari Jogos sempre deveria inclui "Games" após "Atari" em seu logotipo e que a Atari Games não poderia usar a marca Atari no mercado consumidor (computadores e consoles domésticos). A Atari Games contratou a maioria dos mesmos funcionários e gerentes que haviam trabalhado na antiga Atari S.A. Foi capaz de continuar com muitos de seus projetos antes da transição. A Atari Corporation, por outro lado, congelou os projetos e simplificou a equipe e as operações. Em 1985, o controle acionário da Atari Jogos foi vendido à Namco, que logo perdeu o interesse em operar uma subsidiária americana. Em 1987, a Namco vendeu suas ações, em parte de volta à Warner e em parte a um grupo de funcionários liderados pelo então presidente Hideyuki Nakajima .
A Atari Games continuou a fabricar jogos e unidades de fliperama e, a partir de 1988, também vendeu cartuchos para o Nintendo Entertainment System sob a marca Tengen, incluindo uma versão do Tetris . As empresas trocaram uma série de ações judiciais no final da década de 80, relacionadas a disputas sobre os direitos do Tetris. (As batalhas legais da Atari Games com a Nintendo foram separadas das da Atari Corporation, que também trocaram ações com a Nintendo no final dos anos 80 e início dos anos 90). O processo finalmente chegou a um acordo em 1994, com a Atari Games pagando à Nintendo por danos e pleo uso de várias licenças de patente.
Em 1989, a Warner Communications se fundiu com a Time Inc., formando a Time Warner. Em 1993, a Time Warner adquiriu o controle acionário da Atari Games e a tornou subsidiária de sua divisão Time Warner Interactive . Embora a Atari Games tenha mantinha sua identidade sob a nova propriedade, a marca Tengen havia sido dissolvida em favor do selo Time Warner Interactive. Em meados de 1994, os nomes dos jogos Atari, Tengen e Time Warner Interactive foram todos consolidados sob a bandeira da Time Warner Interactive.
Em abril de 1996, após uma oferta malsucedida do co-fundador da Atari, Nolan Bushnell, a Atari Games foi vendida para a WMS Industries, proprietária das marcas de arcade Williams, Bally e Midway. De acordo com o presidente da Atari Games, Dan Van Elderen, em 1995, a Time Warner decidiu sair do ramo de videogames e instruiu a gerência da Atari Games a encontrar um comprador para si, o que o surpreendeu porque geralmente as empresas controladoras escolhem os compradores para suas subsidiárias.
Em 6 de abril de 1998, os ativos de jogos de vídeo da WMS Industries foram para a empresa independente Midway Games, que, em seguida, assumiu o controle da divisão de Atari Games. No entanto, no início de 1999, a Hasbro Interactive começou a reviver o nome Atari para o mercado de jogos para consumidores depois de adquiri-lo da JTS Corporation . Para evitar maiores confusões, a Atari Games foi renomeada para Midway Games West, em 19 de novembro de 1999. E portanto, o nome da Atari Games não foi mais usado.
Em 2001, a Midway Games saiu da indústria de fliperamas, devido a um declínio no mercado. Apesar disso, a Midway Games West continuou a produzir jogos para o mercado de console doméstico até 7 de fevereiro de 2003, após uma queda nas vendas de jogos. Embora não esteja mais em operação, a Midway Games West continuou a existir como uma holding cuja função principal era ser o proprietário dos direitos autorais e da marca registrada de suas propriedades. Em fevereiro de 2009, a Midway Games entrou com pedido de proteção contra falência no Capítulo 11 e, em julho de 2009, a maioria dos ativos da Midway foi vendida para a Warner Bros. Interactive Entertainment, trazendo todas as propriedades da antiga Atari Games de volta à Time Warner mais uma última vez. A entidade, no entanto, ainda existia por outras razões legais até 2 de outubro de 2013, quando finalmente foi dissolvida definitivamente.

## Lista de alguns jogos desenvolvidos
- Paperboy /1985
- Gauntlet /1985
- 720° /1986
- Tetris /1988
- Vindicators /1988
- Klax /1989
- Skull & Crossbones /1989
- Rampart /1990
- Batman /1991
- Gauntlet Legends /1998